# Ernst Derichs

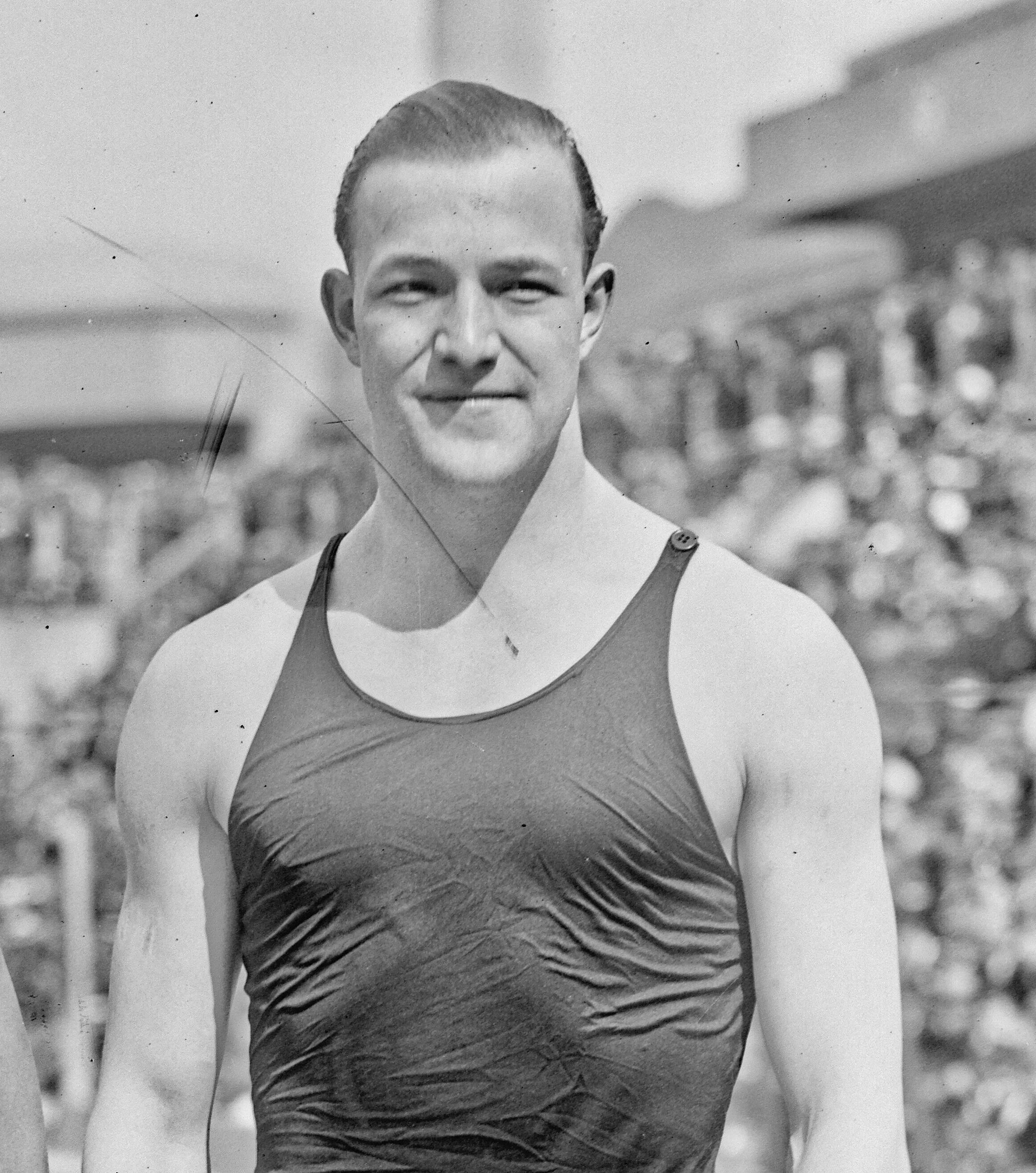
Ernst Derichs (1929)

Ernst Derichs (* vor 1912; † unbekannt) war ein deutscher Schwimmer, der in den frühen 1930er-Jahren aktiv war. Er startete für  Sparta Köln. 
Derichs gewann bei den Deutschen Schwimmmeisterschaften 1929, 1930 und 1932 jeweils den Titel über 100 m Freistil.
Er war der erste deutsche Schwimmer, der die 100 m Freistil unter einer Minute geschwommen ist. Diese historische Leistung gelang ihm am 1. Dezember 1932 in einer Zeit von 59,6 Sekunden.